# Indian River (Michigan)
Indian River – jednostka osadnicza w Stanach Zjednoczonych, w stanie Michigan, w hrabstwie Cheboygan.